# Georges Tapie
Georges Tapie (francès: Georges Maurice Marie Tapie)  (Annaba, 19 de febrer de 1910 - Avranches, 2 de gener de 1964) fou un remer francès que va competir durant la dècada de 1930.
El 1936 va prendre part en els Jocs Olímpics de Berlín, on guanyà la medalla de bronze en la prova del dos amb timoner del programa de rem. Formà equip amb Marceau Fourcade i Noël Vandernotte.